# Gottlieb Haberlandt
Gottlieb Haberlandt (ur. 28 listopada 1854 w węgierskim Altenburg, dziś Mosonmagyaróvár, zm. 30 stycznia 1945 w Berlinie) – austriacki botanik, jeden z twórców kierunku fizjologicznego w anatomii roślin. Zajmował się badaniem związków między budową tkanek roślinnych a ich funkcją.

## Rodzina
Haberlandt był jednym z sześciorga dzieci naukowca Friedricha Haberlandta (1826–1878). Jego brat Michael Haberlandt (1860–1940) był austriackim etnologiem. Jego syn Ludwig Haberlandt położył podwaliny   antykoncepcji hormonalnej.

## Praca naukowa
Haberlandt ukończył studia na Uniwersytecie w Wiedniu, gdzie uzyskał doktorat w 1876 roku. Następnie pracował na Uniwersytecie w Tybindze. Od 1888 roku był profesorem botaniki na Uniwersytecie Technicznym w Grazu. Od 1910 roku pracował na Uniwersytecie w Berlinie .

## Publikacje naukowe
- „Ewolucja układu mechanicznego z tkanek roślinnych” (1879)
- „Fizjologiczne anatomii roślin” (1884)
- „Prowadzenie systemu tkanek wrażliwych roślin” (1890)
- „O wyjaśnieniach w biologii” (1900)
- „Światła narządów zmysłów liści” (Lipsk, W. Engelmann, 1905).
- „Narządy zmysłów w królestwie roślin do spostrzegania bodźce mechaniczne” (1906)
- „Tropical Botanical podróży. Indo-Malayan roślinności zdjęcia i szkice podróży” (Lipsk, Engelmann pierwsza część 1893, druga część ukazała się w 1910)
- „O produktach roślinnych w War and Peace": wykład. Lipsk: Teubner 1916
- „Fizjologia i ekologia” I. część. Berlin 1917
- „Problem żywienia i fizjologii roślin” Berlin: Norddt. Buchdr. i Verl Anst. 1918 roku.
- „Goethe i fizjologia roślin” Lipsk, 1923
- „Wspomnienia, spowiedzi i medytacje” (1933)
- „Vademecum dla botanicznych artystów i rzemieślników” (Jena: Fischer, 1936)
- „O naturze morfologicznej substancji” (Berlin, 1942)